# Catonephele
Catonephele;à một chi bướm ngày nymphalid tìm thấy ở Mexico, Trung Mỹ, Nam Mỹ và Tây Indies.
Các loài bao gồm:
- Catonephele acontius (Linnaeus, 1771[cần kiểm chứng])
- Catonephele antinoe
- Catonephele chromis
  - Catonephele chromis chromis
  - Catonephele chromis godmani
- Catonephele cortesi
- Catonephele mexicana
- Catonephele numilia (Cramer, 1776)
- Catonephele nyctimus
- Catonephele orites – Orange-banded Shoemaker Butterfly
- Catonephele sabrina
- Catonephele salacia
- Catonephele salambria

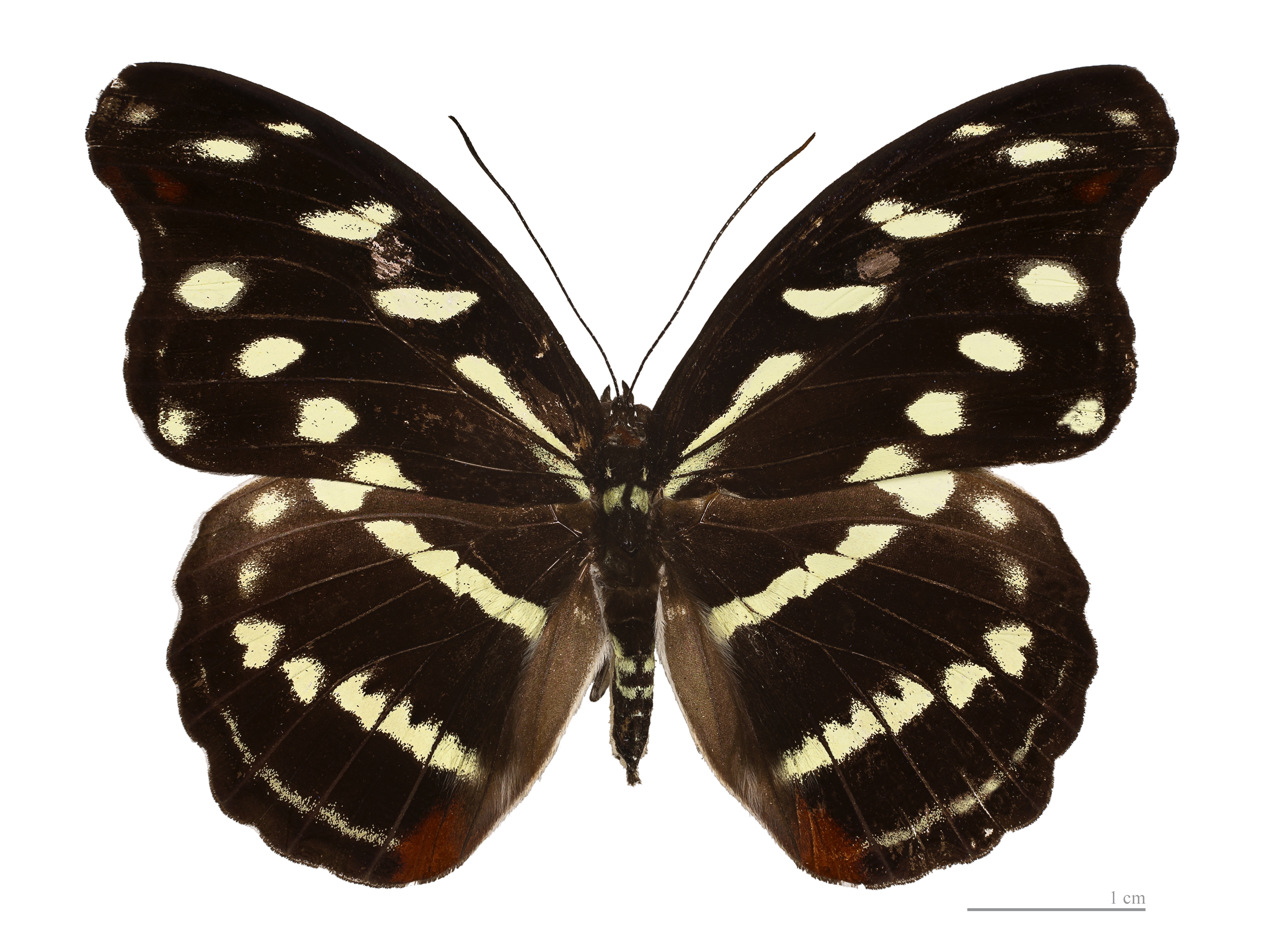
Catonephele acontius
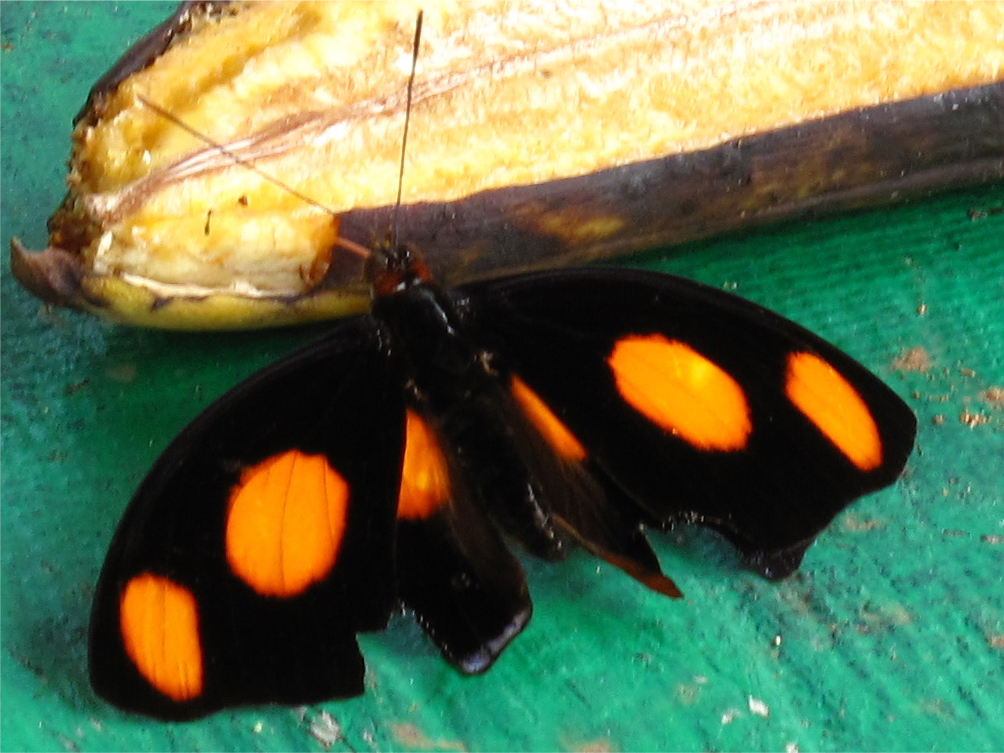
Catonephele numilia
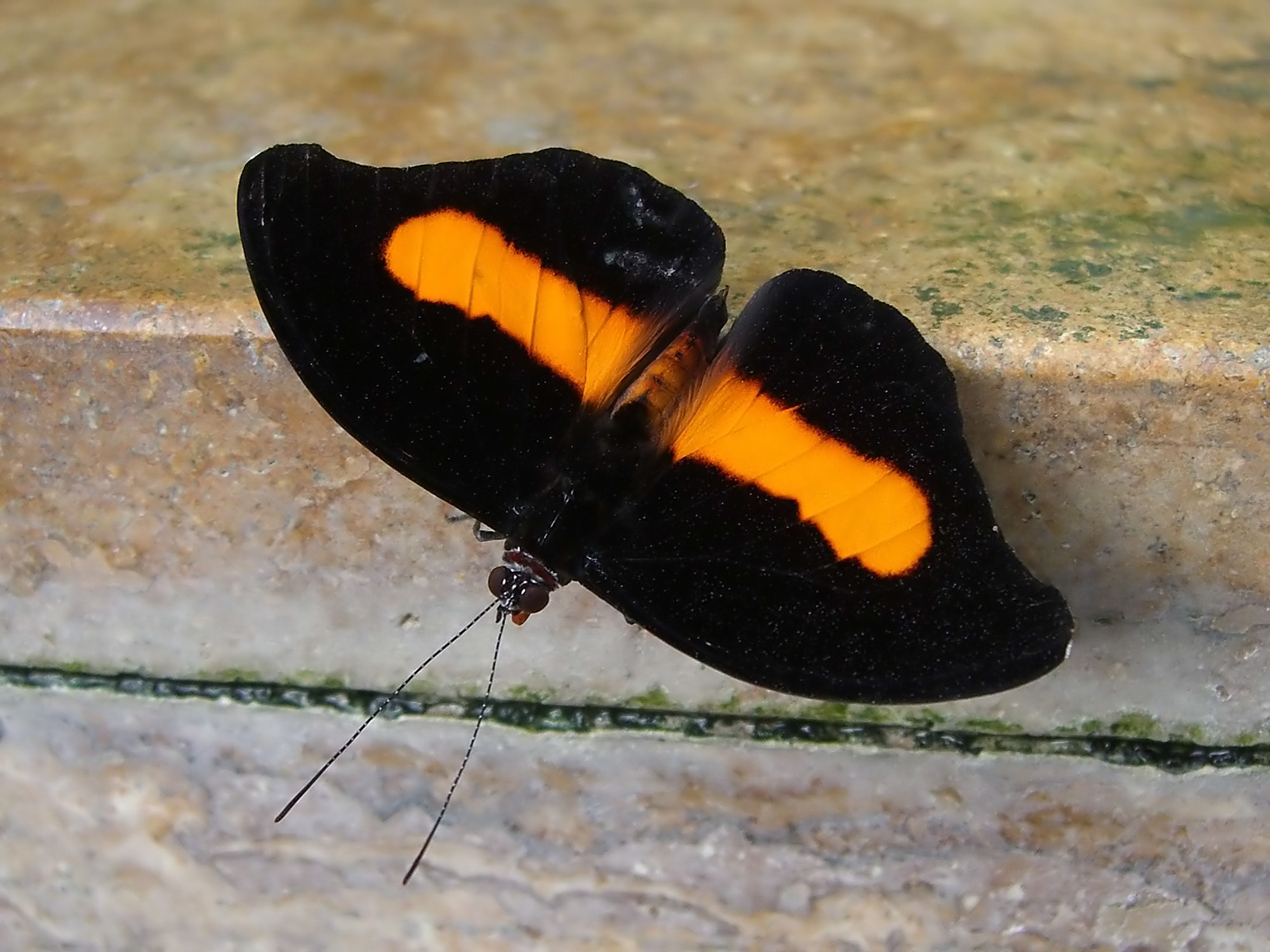
Catonephele orites